# Network Management Center
Network Management Center – aplikacja służąca do zarządzania siecią komputerową. Oferuje graficzny interfejs 
użytkownika, który umożliwia szybkie lokalizowanie problemów w poszczególnych elementach sieci oraz ich usuwanie. 
Z poziomu interfejsu użytkownika możliwy jest szczegółowy podgląd stanu każdego monitorowanego modułu i jego konfiguracji. 
Wszystkie elementy w sieci są reprezentowane przez obiekty graficzne o odpowiedniej nazwie. Stan sieci jest pokazywany na ekranie co ułatwia szybką i 
skuteczną analizę aktualnego stanu urządzeń takich jak routery, zapory sieciowe, koncentratory i przełączniki.
Aplikacja stworzona jest na bazie PHP i MySQL.